# Skärgårdsdoktorn
Skärgårdsdoktorn – szwedzki serial telewizyjny, dramat wyprodukowany przez telewizję SVT. Emisja trwała od roku 1997 do 2000 (w sumie 18 godzinnych odcinków).

## Fabuła
Lekarz (grany przez Samuela Frölera) przeniósł się wraz z nastoletnią córką (Ebba Hultkvist) na wyspę w archipelagu Sztokholmskim.